# Orange Airport
Orange Airport är en flygplats i Australien. Den ligger i kommunen Orange Municipality och delstaten New South Wales, i den sydöstra delen av landet, omkring 200 kilometer väster om delstatshuvudstaden Sydney. Orange Airport ligger 951 meter över havet.
Närmaste större samhälle är Orange, omkring 11 kilometer norr om Orange Airport. 
Trakten runt Orange Airport består till största delen av jordbruksmark. Runt Orange Airport är det glesbefolkat, med 8 invånare per kvadratkilometer. Genomsnittlig årsnederbörd är 837 millimeter. Den regnigaste månaden är februari, med i genomsnitt 154 mm nederbörd, och den torraste är november, med 36 mm nederbörd.